# Katri Vala
Katri Heikel Vala, nata Karin Heikel Wadenström (Muonionniska, 11 settembre 1901 – Eksjö, 28 maggio 1944), è stata una poetessa, traduttrice e insegnante finlandese.

## Biografia
Nacque da Robert Waldemar Wadenström, un forestale nato a Porvoo, e Alexandra (Sandra) Fredrika Mäki. Fu la loro primogenita e venne alla luce a Muonionniska, città natale della madre. Un anno dopo la famiglia si trasferì a Porvoo, dove nacque il fratello Erkki, e poi nel 1905 a Ilomants, dove nacque un altro fratello Nils, o Niilo, che in seguito si ammalò di schizofrenia. Il padre morì di polmonite nell'ospedale di Kammio nel 1911; la famiglia in seguitò tornò a Porvoo.
Non cambiò mai ufficialmente il suo nome in Vala, a differenza del fratello Erkki, ma mantenne il nome di Karin Wadenström fino al matrimonio con Armas Heikel. Minna Maijala ritiene che il motivo risiederebbe nel rapporto complesso con la madre Sandra. Anche lo stretto rapporto con il padre, morto precocemente, potrebbe aver giocato un ruolo. Negli ambienti più intimi, fin dall'infanzia fu chiamata con il prenome Kati.
Si iscrisse all'esame di maturità nel 1919 e si diplomò come insegnante di scuola elementare al Seminario di Heinola nel 1922. Lavorò come insegnante della scuola primaria a Vaajasalossa nel 1922, a Valkealan Multahovissa nel 1923, a Askolan Monninkylässä nel 1924, a Ilomantsissa dal 1925 al 1928 e a Lauritsalassa dal 1935 al 1937.
Nel 1928 contrasse la tubercolosi, dalla quale non si riprese mai completamente. Dopo che le sue condizioni di salute migliorarono, fece un viaggio in Costa Azzurra e a Parigi. Dopo il viaggio, si stabilì a Helsinki.
Ebbe molti ammiratori, il più importante dei quali fu probabilmente Olavi Paavolainen. Ci sono solo dubbi sulla vicinanza del rapporto, poiché le lettere di Vala a Paavolainen sono andate distrutte in un incendio. Paavolainen assunse il ruolo di suo mecenate e agente, creando un "marchio" che il fratello Erkki Vala considerava una montatura.
Nel 1925, la relazione cambiò: i rapporti con Paavolainen si raffreddarono e lei cadde in una profonda depressione, tanto da tentare il suicidio, gettandosi dalla finestra di un albergo.
Nell'aprile 1930, si sposò con  Armas Heikel, un radicale di sinistra. Il matrimonio si rivelò presto infelice. Un anno dopo partorì il suo primo figlio, che visse solo poche ore. La perdita le causò un periodo di profonda depressione, che ebbe riflessi anche nelle sue poesie. Ebbe un secondo figlio, Mauri Henrik Heikel, nel 1934. Tra il 1935 e il 1937 lavorò come insegnante a Lauritsala. A causa dell'aggravarsi della tubercolosi e di problemi finanziari, nel 1940 si trasferì in Svezia, dove viveva anche il fratello Erkki Vala.
Appartenne al Tulenkantajat (Portatori di fuoco), un gruppo di scrittori finlandesi che si distinse per l'impegno politico. Pubblicò la sua raccolta d'esordio Kaukainen puutarha (WSOY) nel 1924, che fu premiata con il Premio nazionale di letteratura l'anno successivo. Originariamente propose la raccolta a Otava con il titolo Terra assassinata, dopodiché l'opera circolò da un editore all'altro, cambiando formato prima di assumere la forma definitiva.
Fu una delle prime poetesse finlandesi a scrivere poesie in versi liberi.
Scrisse anche per la rivista dei vigili del fuoco con lo pseudonimo di "Pecka". Negli anni trenta del XX secolo fu cofondatorice del gruppo di scrittori e artisti di sinistra Kiila. Nella produzione letteraria di questo periodo propose i temi del pacifismo e dell'antifascismo. L'attesa di una grande conflagrazione dominò anche la sua raccolta Pesäpuu palaa del 1942, la maggior parte della quale fu scritta prima dello scoppio della guerra.
Morì di tubercolosi il 28 maggio 1944 all'età di 42 anni nel sanatorio di Eksjö (sanatorio di Hessleby). Venne cremata nel giugno in un crematorio di Stoccolma, dove si svolsero anche i funerali della famiglia e dell'Unione degli scrittori svedesi. L'urna fu trasferita in Finlandia nel maggio 1945, dopo la fine della guerra, e sepolta nell'anniversario della morte nel parco Marjatanmäki (rinominato parco Katri Vala nel 1953) a Sörnäinen, a Helsinki.